# Roßbach (Wied)
Roßbach település Németországban, Rajna-vidék-Pfalz tartományban. Lakosainak száma 1487 fő (2023. december 31.). Roßbach Hausen és Waldbreitbach községekkel határos.

## Népesség
A település népességének változása:
| Lakosok száma | 1075 | 1456 | 1441 | 1469 | 1492 | 1487 |
|               | 1975 | 2017 | 2019 | 2021 | 2022 | 2023 |